# Ołeh Nemczinow
Ołeh Mykołajowycz Nemczinow, ukr. Олег Миколайович Немчінов (ur. 1 maja 1977 we Lwowie) – ukraiński urzędnik państwowy, w latach 2017–2020 sekretarz stanu w resorcie młodzieży i sportu, w latach 2020–2025 minister gabinetu ministrów.

## Życiorys
W 1999 ukończył geografię na Lwowskim Uniwersytecie Narodowym im. Iwana Franki, zdobywając kwalifikacje nauczyciela tego przedmiotu. Później uzyskał magisterium z zakresu służby cywilnej (2003), licencjat z prawa (2011) oraz stopień kandydata nauk z zakresu administracji publicznej (2015). Pracował m.in. jako nauczyciel, asystent deputowanego oraz w sektorze prywatnym. Był też zatrudniony w administracji obwodowej, Państwowej Służbie Granicznej Ukrainy i jako wykładowca w jednym z instytutów Narodowej Akademii Administracji Publicznej przy Prezydencie Ukrainy.
W kwietniu 2017 powołany na sekretarza stanu w ministerstwie młodzieży i sportu. W marcu 2020 objął stanowisko ministra gabinetu ministrów w utworzonym wówczas rządzie Denysa Szmyhala. Sprawował ten urząd do lipca 2025.